# Bālāchor
Bālāchor är en ort i Indien.   Den ligger i distriktet Shahid Bhagat Singh Nagar och delstaten Punjab, i den norra delen av landet, 280 km norr om huvudstaden New Delhi. Bālāchor ligger 277 meter över havet och antalet invånare är 19 166.
Terrängen runt Bālāchor är platt. Runt Bālāchor är det tätbefolkat, med 397 invånare per kvadratkilometer. Närmaste större samhälle är Nawāshahr, 19,0 km väster om Bālāchor. Trakten runt Bālāchor består till största delen av jordbruksmark.